# Исаевка (Омская область)
Иса́евка — деревня в Горьковском районе Омской области. Входит в состав Краснополянского сельского поселения.

## История
Основана в 1896 году. В 1928 году деревня состояла из 106 хозяйств, основное население — украинцы. В административном отношении являлась центром Исаевского сельсовета Иконниковского района Омского округа Сибирского края.

## Население
| 2002 | 2010 | 2021 |
| ---- | ---- | ---- |
| 228  | ↘215 | →215 |

## Улицы
- ул. Зелёная,
- ул. Малая,
- ул. Центральная.